# Jerónimo Girón y Moctezuma
Jerónimo Girón y Moctezuma, Marquês de Las Amarillas (Ronda, 8 de julho de 1741- Sevilha, 17 de outubro de 1819) foi vice-rei de Navarra. Exerceu o vice-reinado de Navarra entre 1797 e 1807. Antes dele o cargo foi exercido por Joaquim Fonsdeviela. Seguiu-se-lhe Duque de San Carlos.